# DSB ES
Die Triebzüge der Baureihe ES der Danske Statsbaner (DSB) entstehen auf der Grundlage des Alstom Coradia Stream des französischen Eisenbahnherstellers Alstom. Es handelt sich um für den Regional- und Fernverkehr konstruierte Niederflurtriebzüge. Im allgemeinen Sprachgebrauch werden die Züge nach dem 1981 in Betrieb genommenen und 1995 verkauften APO-Lyntoget IC5 von den DSB wiederum als IC5 bezeichnet.
Der Kauf ist die größte Investition in der Geschichte der DSB. Sie beläuft sich auf mehr als 20 Mrd. DKK.

## Geschichte
Die Danske Statsbaner (DSB) gaben am 12. April 2021 bekannt, bei Alstom 100 Einheiten des Typs Coradia Stream zu bestellen. Am 12. Mai 2021 reichte Stadler Rail Klage gegen die Vergabe des Auftrags ein. In dieser wird darauf hingewiesen, dass das Angebot von Alstom nicht alle Anforderungen der DSB erfüllt habe. Jürgen Müller, Direktor für Strategie und Fahrzeugmaterial (Direktør for Strategi og Togmateriel) bei den DSB, erläuterte, dass der Auftrag aufgrund der Ausschreibung nicht anders vergeben werden konnte, nachdem ein professionelles und transparentes Ausschreibungsverfahren durchgeführt wurde.
Am 26. Juni 2025 teilten die DSB mit, dass weitere 50 Einheiten bestellt wurden. Die Züge ersetzen die veralteten Dieselzüge der DSB, die im Zuge der Elektrifizierung des dänischen Schienennetzes bis 2030 ausgemustert werden.

## Technische Parameter
Die 109 Meter langen fünfteiligen Züge bieten eine Sitzplatzkapazität von 300 Plätzen und werden eine Höchstgeschwindigkeit von 200 km/h erreichen. Die Coradia-Stream-Fahrzeuge sollen die Triebzüge der Baureihen MF (IC3), ER (IR4) und MG (IC4) ersetzen und damit zukünftig das Rückgrat des dänischen Regional- und Fernverkehrs stellen.
Die Züge haben fünf Türen je Seite mit einer Türbreite von 1300 mm, zwei Standardtoiletten und eine Multifunktionstoilette, zwei Rollstuhlplätze und zwölf Standplätze für Fahrräder in zwei Multifunktionsräumen. Die Züge werden in den Werken Salzgitter und Katowice gebaut.

## Lieferung
Die Lieferung der ersten Triebzüge ist ab Mitte 2025 geplant und soll 2029 abgeschlossen sein. Der Auftrag umfasst auch die Unterhaltung der Züge, dafür sollen zwei Werkstätten in Aarhus und Kopenhagen errichtet werden.
Am 25. Mai 2022 wurde die Inbetriebnahme der ersten Züge um ein halbes Jahr auf Mitte 2025 verschoben. Am Design wurden einige Änderungen vorgenommen, die die Ausstattung der Züge optimieren. Eine zusätzliche Rolle spielt die Unsicherheit bei der weltweiten Materialversorgung für die Herstellerfirma.
Am 30. November 2023 wurde die Inbetriebnahme der ersten Züge auf 2027 verschoben.
Ein erstes Fahrzeug wurde im September 2024 zum Eisenbahnversuchsring Velim überführt.

## Einsatz
Die Züge sollen unter anderem zwischen Frederikshavn, Kopenhagen und Rødby verkehren.